# Дивеев-Церковный, Алексей Павлович
Алексей Павлович Дивеев-Церковный (укр. Олексій Дівєєв-Церковний; род. 5 марта 1976, Конотоп) — украинский телеведущий, продюсер, победитель шоу «Последний герой. Вторая высадка».

## Биография
Родился 5 марта 1976 года в городе Конотоп Сумской области. До 1996 года носил фамилию отца — Гладченко. Родители — потомственные военные.
В школу пошёл в 1983 году в городе Табка (Эс-Саура) в Сирии. Из-за частых переездов постоянно менял школы (город Умань Черкасской области, Чернигов).
В 1990—1993 годах учился в Украинском физико-математическом лицее при КГУ им. Тараса Шевченко.
В 1993—1998 годах — студент кафедры вычислительной математики факультета кибернетики Киевского Национального Университета им. Тараса Шевченко. По окончании университета получил диплом магистра прикладной математики и кибернетики.
Параллельно с учебой в 1993 году начал карьеру модели в агентстве «L-Models», одновременно работая демонстратором одежды на фирме «Михаил Воронин».
В 1995 году на международном фестивале моды «Волшебная игла» на Певческом поле был назван победителем в номинации «Лучшая мужская модель Украины». Выиграл первый национальный конкурс «Мистер года-1996».
С 1996 года — ведущий фестивалей моды, модельных конкурсов и конкурсов красоты, в том числе и «Мисс Украина».
По окончании университета, с августа 1998 года начал работать в информационно-аналитической службе (ИАС) телеканала «Интер» в качестве журналиста и ведущего рубрики светской хроники «Толки» в программе «Утречко». С апреля 1999 года совместно с Русланой Писанкой вёл программу «Погода» на телеканале «Интер». В 2000 году в творческом дуете с Василисой Фроловой стал ведущим 10-го, юбилейного конкурса красоты "Мисс Украина 2000" (г. Одесса). С 2002 года автор и ведущий программ о кино «Твоё кино» и спецпроектов о различных кинофестивалях —  в Каннах, «Кинотавре», «Киношоке», «Молодости», кинофестивале в Артеке. В 2005—2006 годах был капитаном украинской команды в трёх сезонах на телепроекте «Игры патриотов».
В мае 2007 года уходит с телевидения и занимается продюсерской деятельностью в кино и на конкурсе «Мисс Украина-Вселенная».
В 2009 году выступил исполнительным продюсером колоризации фильма «В бой идут одни „старики“» и голливудской комедии «Oy Vey! My Son Is Gay!!».
В 2010 году создал авторский документальный телефильм «Артек. Страна детства» (транслировался на «Первом национальном телеканале»).
В 2012 году стал победителем украинского проекта телеканала ICTV «Последний герой. Вторая высадка» (аналог американского реалити-шоу Survivor).

## Фильмография
| Год  |   | Название                  | Роль                |
| ---- | - | ------------------------- | ------------------- |
| 2002 | ф | Золушка                   | глашатай            |
| 2008 | ф | Хочу ребёнка              | Эльдар              |
| 2009 | ф | Всё возможно              | юрист Гена Стебанов |
| 2011 | ф | Семь вёрст до небес       | врач скорой помощи  |
| 2012 | ф | Ржевский против Наполеона | ведущий новостей    |